# International Athletic Club Kobe Leonessa
L'International Athletic Club Kobe Leonessa, meglio conosciuto come INAC Kobe Leonessa ( (INAC神戸レオネッサ?)) o semplicemente INAC, è una società di calcio femminile giapponese con sede a Kōbe. Dal 2006 milita nella Division 1 della Nadeshiko League, il massimo livello del campionato giapponese femminile di calcio, e nel suo palmarès vi sono tre campionati nazionali vinti, numerose coppe nazionali e a livello internazionale una Japan/Korea Women's League Championship e un'International Women's Club Championship.

## Palmarès
- Campionato giapponese: 3

2011, 2012, 2013
- Coppa dell'Imperatrice: 7

2010, 2011, 2012, 2013, 2015, 2016, 2023
- Nadeshiko League Cup: 1

2013
- Campionato femminile di Lega giapponese e sudcoreana: 1

2012
- Campionato internazionale femminile per club: 1

2013

## Organico

### Rosa 2024-2025
Rosa, ruoli e numeri di maglia come da sito ufficiale, aggiornati al 15 agosto 2024.
| N. |                     | Ruolo | Calciatrice     |
| -- | ------------------- | ----- | --------------- |
| 1  | Giappone (bandiera) | P     | Akane Okuma     |
| 2  | Giappone (bandiera) | D     | Miyabi Moriya   |
| 3  | Giappone (bandiera) | D     | Mayo Doko       |
| 4  | Giappone (bandiera) | D     | Hinata Ide      |
| 5  | Giappone (bandiera) | D     | Shiori Miyake   |
| 6  | Giappone (bandiera) | D     | Yuna Matsubara  |
| 7  | Giappone (bandiera) | C     | Maya Yamamoto   |
| 8  | Giappone (bandiera) | C     | Subin Lee       |
| 9  | Spagna (bandiera)   | A     | Carlota Suárez  |
| 10 | Giappone (bandiera) | C     | Yui Narumita    |
| 11 | Giappone (bandiera) | A     | Megumi Takase   |
| 14 | Giappone (bandiera) | C     | Fukina Mizuno   |
| 17 | Giappone (bandiera) | A     | Haruna Aikawa   |
| 18 | Spagna (bandiera)   | C     | Paola Soldevila |

| N. |                     | Ruolo | Calciatrice      |
| -- | ------------------- | ----- | ---------------- |
| 19 | Giappone (bandiera) | A     | Mao Kubota       |
| 20 | Giappone (bandiera) | A     | Ai Kuwahara      |
| 21 | Spagna (bandiera)   | D     | Carla Morera     |
| 23 | Giappone (bandiera) | C     | Wakana Mitani    |
| 29 | Giappone (bandiera) | A     | Ai Tsujisawa     |
| 30 | Giappone (bandiera) | D     | Aoi Matsuki      |
| 31 | Giappone (bandiera) | P     | Yuan Kikuchi     |
| 37 | Giappone (bandiera) | D     | Natsume Kingetsu |
| 39 | Giappone (bandiera) | C     | Koharu Terada    |
| 44 | Giappone (bandiera) | A     | So Kojima        |
| 53 | Giappone (bandiera) | D     | Rei Kitamura     |
| 55 | Giamaica (bandiera) | D     | Vyan Sampson     |
| 62 | Giappone (bandiera) | C     | Arisu Ota        |
| 99 | Giappone (bandiera) | P     | Mayu Funada      |

### Rosa 2015
Aggiornata al 14 febbraio 2015
| N. |                     | Ruolo | Calciatrice       |
| -- | ------------------- | ----- | ----------------- |
| 1  | Giappone (bandiera) | P     | Ayumi Kaihori     |
| 2  | Giappone (bandiera) | D     | Yukari Kinga      |
| 3  | Giappone (bandiera) | C     | Aya Sameshima     |
| 4  | Giappone (bandiera) | C     | Asuna Tanaka      |
| 5  | Giappone (bandiera) | D     | Junko Kai         |
| 6  | Giappone (bandiera) | C     | Chiaki Minamiyama |
| 7  | Giappone (bandiera) | C     | Emi Nakajima      |
| 8  | Giappone (bandiera) | C     | Homare Sawa       |
| 9  | Giappone (bandiera) | A     | Nahomi Kawasumi   |
| 10 | Giappone (bandiera) | A     | Shinobu Ōno (c)   |
| 11 | Giappone (bandiera) | A     | Megumi Takase     |
| 13 | Giappone (bandiera) | C     | Ayu Nakada        |
| 14 | Giappone (bandiera) | A     | Mai Kyōkawa       |
| 15 | Giappone (bandiera) | D     | Natsumi Saito     |

| N. |                          | Ruolo | Calciatrice     |
| -- | ------------------------ | ----- | --------------- |
| 16 | Corea del Sud (bandiera) | A     | Jang Selgi      |
| 17 | Giappone (bandiera)      | D     | Shiori Miyake   |
| 18 | Giappone (bandiera)      | C     | Hina Sugita     |
| 19 | Giappone (bandiera)      | A     | Ayaka Michigami |
| 20 | Giappone (bandiera)      | C     | Kanako Ito      |
| 21 | Giappone (bandiera)      | D     | Miyabi Moriya   |
| 22 | Giappone (bandiera)      | C     | Miki Ito        |
| 23 | Giappone (bandiera)      | A     | Rina Hirano     |
| 24 | Giappone (bandiera)      | D     | Misaki Takemura |
| 25 | Giappone (bandiera)      | C     | Ayaka Noguchi   |
| 26 | Giappone (bandiera)      | D     | Miki Hirata     |
| 27 | Giappone (bandiera)      | A     | Rika Masuya     |
| 28 | Giappone (bandiera)      | P     | Anna Shibusawa  |